# Cybianthus leprieurii
Cybianthus leprieurii là một loài thực vật có hoa trong họ Anh thảo. Loài này được G.Agostini mô tả khoa học đầu tiên năm 1980.